# Стрижак, Олег Всеволодович
Оле́г Все́володович Стрижа́к (род. 9 ноября 1950 года, Керки Туркменской ССР, СССР  — 18 сентября 2017 года, Санкт-Петербург) — русский писатель, публицист. Автор романов «Мальчик», «Вариант», «Долгая навигация», публицистической работы «Секреты Балтийского подплава». Направление: постмодернизм. Лауреат Премии М. Горького (1982), Премии Книжного салона Бордо (1993), номинант литературной Премии Медичи (фр. Prix Médicis). (1993)

## Биография
Родился в 1950 году в г. Керки (Туркмения) на границе с Афганистаном, куда послевоенным набором был отправлен служить его отец-фронтовик  — Всеволод Георгиевич Стрижак, военнослужащий. Мать — Тамара Валентиновна Стрижак (девичья фамилия Вязигина), преподаватель английского языка в вузе. Когда Олегу было пять лет, отца, начальника штаба дивизиона убили душманы , и он с матерью переехал в Ленинград, где жила бабушка, мать отца. В Офицерском переулке Петроградской стороны прошло его детство. Так, навсегда он стал связан именно с Ленинградом-Петербургом. Во втором браке матери родились сестры — Юлия Стрижак и Вероника (Ника) Стрижак. Атмосфера в семье была интеллектуальная, обсуждали литературу и искусство. Но отношения с отчимом, военным инженером и художником-графиком Стрижаком Николаем Георгиевичем, были трудными, и в 1961-м Олега отдали в Ленинградское суворовское военное училище.  
Поэт Евгений Веселов писал:
«Те, кто учился с ним в 60-е в Суворовском училище, в «кадетке» на Садовой, 26, помнят упрямого лобастого мальчика, который нередко дерзил командирам. Дерзости до поры прощали отличнику...».
Но училище не закончил, потому что, как участник и лидер бунта против офицера-самодура был в 1967 году отчислен. Работал слесарем, монтировщиком сцены в театре, параллельно учился в вечерней школе, которую закончил с медалью, что было почти уникальным событием для этой формы обучения. Всё-таки Ленинградское Суворовское военное училище или «Кадетка», как называют училище выпускники, давала серьёзное образование. В 19 лет подаёт заявление в военкомат с просьбой призвать на флот.
В 1962-72 годах Олег Стрижак служил на Черноморском и Балтийском флотах в должности старшины команды гидроакустиков, участвовал в испытаниях нового оружия; в составе аварийно-спасательной партии четыре раза высаживался на терпящие бедствие суда; офицер запаса ВМФ.
После службы на флоте поступил в Ленинградский государственный университет на заочное отделение факультета журналистики и закончил его экстерном за два года.  
С 1976 по 1981 работал редактором историко-партийной литературы в издательстве  «Лениздат»; в 1981–83 – корреспондентом газеты «Смена». В 90-е — издатель и главный редактор газеты «Нива».
В последние годы вёл замкнутый образ жизни. 

Скончался 18 сентября 2017 года. Похоронен на Серафимовском кладбище в Петербурге. 

## Творчество
В 70-е годы в газетах и журналах Ленинграда публикуются стихи, переводы с французского, повести, одноактные пьесы «Дешёвое колечко», «Письмо Татьяны Л.», за рубежом – «List od Tatiana L.» Radio Bratislava. 1986, и др.. 
Из больших издательств приходили отказы в публикации. Как писал Михаил Веллер, 
«мы оба с ним принадлежали к поколению «Дети победителей». Мы оба вошли в жизнь в начале семидесятых — как мордой в дверь».
В 1971 году публикуется как поэт в известном альманахе «День поэзии».
В 1982 году в издательстве «Советский писатель» выходит первая книга «Долгая навигация», роман в четырёх повестях о жизни на небольшом военном корабле. Создавая книгу, отбирая материал, автор решил, что на свой корабль не возьмёт «ни одного дурака, ни одного подлеца», из-чего до публикации книга прошла несколько кругов цензуры.   В 1982 приказом ГПУ СА и ВМФ была запрещена к поступлению в военные библиотеки. 
В 1982 году за  роман «Долгая навигация» автору присуждена литературная премия М. Горького.   В 1990 г. «Долгая навигация» вышла 2-м изданием. Была очень популярная на всех флотах страны.
В 1984 году принят в Ленинградское отделение Союза писателей СССР, став самым молодым его членом.
В 1979 был начат роман «Мальчик». В 1991 году были первые главы были опубликованы в журнале «Дружба народов», (1991. № 8, 9) и журнале «Радуга» (Таллин, Эстонская ССР). Полностью роман вышел в 1993 году в издательстве «Лениздат» и имел полное название: «Мальчик.  Роман в воспоминаниях, роман о любви, петербургский роман в шести каналах и реках». 
В 1993 году роман «Мальчик» переведён на французский язык и издан в одном из старейших и престижных издательств Франции Albin Michel (фр.Oleg Strijak. Roman pétersbourgeois en six canaux et rivières). В том же году автор номинирован на престижную международную Премию Медичи и удостоен литературной Премии Книжного салона Бордо (Франция, 1993). 
В 80-е автор много работает в историко-документальном жанре, занимается творчеством Пушкина, Булгакова, Николая Гумилёва, Сергея Колбасьева и др. 
На киностудии «Леннаучфильм» по сценариям Стрижака были сняты документальные фильмы о моряке и писателе С. Колбасьеве («Я поэмы этой капитан», 1987 г., реж. Л.Шахт), об отношениях Л. Рейснер и Н. Гумилева («Ариадна», 1989 г., реж. Л.Шахт). 
В 1996 году выходит книга «Секреты Балтийского подплава», в которой автор, опираясь на личные свидетельства ветеранов Балтийского флота и литературные источники, высказывает собственное мнение о важнейших событиях времен Великой Отечественной войны на Балтийском море. Дополнительную главу этой книги представляет собой исследование «Май 1945-го: Кто мешал Маринеско атаковать? » (1999 г.), в котором Стрижак высказывает собственное мнение о некоторых фактах биографии подводника Александра Маринеско. 
С конца 90-х прерывает попытки отношений со всеми официальными издательствами. Издается ограниченными тиражами, без помощи дистрибьютеров, что создает проблемы с распространением. В связи с издательской практикой 1990-х годов, у него появилось тотальное недоверие ко всем издателям вообще. 
Как писал друг, поэт Евгений Веселов, 
«бескомпромиссный, с твёрдым характером, он нередко шёл напролом, что отталкивало людей и не способствовало издательско-коммерческому успеху». 
В 2000-е занимается историей России и в первую очередь историей Великой Октябрьской революции. 
В 2005 году он выступает консультантом и главным комментатором в кадре в документальном фильме «Лейтенант Шмидт. Назначенный герой» (телеканал «Россия», автор Н. Стрижак, реж. М. Михеев) где на основе архивных документов рассказано о Севастопольском вооружённом восстании 1905 и личности П. Шмидта. 
В 2007 выходит историческое исследование «И приснился мне сон, что Октябрьский переворот делали русские генералы», где автор, опираясь на различные свидетельства, представляет свою версию событий 1917 года в России. 
Исключением становится «Рассказы о Веллере», 2002 г., ироничные воспоминания-байки о друге молодости писателе М. Веллере. 
С 2000 по 2007 год ограниченным тиражом на деньги друзей выпускает 16 небольших книжек: составляющих главы нового роман «Вариант». По форме «Вариант» продолжал особый жанр «ссылка Стрижака», известный по роману «Мальчик» и вместе с тем является самостоятельным произведением. Роман «Вариант» вышел отдельным изданием в 2022 году (издательство «Городец»).
В 2021 году вышло переиздание романа «Мальчик» (издательство «Городец»).

## Роман «Мальчик». Критика
На сегодня роман «Мальчик» стал наиболее оцененным в интеллектуальной читательской среде из всего наследия Олега Стрижака. Оба издания (1993 и 2021 г.г.) вызвал обширный комментарий критиков. Через много лет роман был признан культовым среди книг конца XX века и назван «пропущенным шедевром» русской прозы того периода.
Как писал издатель Вадим Левенталь, 
«было понятно, почему «Мальчик» не так широко известен: начало девяностых — не лучшее время для выхода шедевра. Стремительно тающая армия читателей стотысячными тиражами поглощала «возвращенную литературу», да и вообще разваливающейся стране в дыму и огне было не до новинок.  
«У романа Стрижака тяжелейшая судьба: выпущенный Лениздатом в разгар перестройки, когда взахлеб читалось только то, что советская власть запрещала, «Мальчик» до читателя не добрался». 
Высокую оценку литературного мастерства автора романа дал известный филолог профессор Борис Аверин, назвав его «одним из лучших русских романов XX века».
Французское издательства Albin Michel представляло его своему читателю так: 
«Дебютный роман Олега Стрижака — шедевр современной русской литературы, созданный в соответствии с великими традициями «тотального романа» Гоголя и Достоевского». 
Отечественные критики отмечали стиль, сложность формы, увлекательный сюжет, филигранный русский язык и интеллектуальную глубину автора: 
«Время, в которое создавался роман — 80-е годы, отличалось бегством в прошлое и, можно сказать, спонтанной аристократизацией: люди стремились получить классическое образование, изучали иностранные языки, много читали, поэтому в романе Стрижака много цитат, которые с удовольствием считывались интеллигенцией». 
«”Мальчик” - даже не “роман в романе”, а роман о почти бесконечном количестве романов…» (А. Лебедев).
«Образец петербургской школы, чей отстраненный, чуть манерный стилизованный слог нельзя спутать ни с каким другим, он сознательно строится на множестве литературных параллелей и аллюзий» (М. Галина).
Как «выдающееся произведение русской литературы последней четверти XX века», «образец русской прозы» роман Стрижака «Мальчик» включен в учебную программу ряда университетов России и Европы».
«Мальчик» – удивительная книга. Это удовольствие для каждого, кто знает цену настоящей прозе. Это именно русский роман в лучших его традициях, здесь есть все – безупречный язык, сюжет, форма, интрига. Он легок и сложен одновременно». 
«Роман «Мальчик» действительно грандиозное произведение, отличающееся редким изобразительным мастерством, когда «лучшие слова в лучшем порядке» и картина, нарисованная автором, оказываются выразительнее, объемнее, ярче, чем то, что видишь за окном». 
«Мальчика» прочли все, умеющие читать. Со дня рождения у него есть свое место в реестре русской литературы: петербургский роман, обитающий рядом с «Пушкинским домом» Битова, «Петербургом» Белого и  «Скандалистом» Каверина. «Осень в Петербурге» Кутзее, если читали, тоже из этого ряда».
"Он написан языком, сравниться с которым по мастерству стиля, отточенности фраз и музыкальности слова из писателей XX века могут разве что Владимир Набоков, Саша Соколов, Иван Бунин». 
"Это последний большой петербургский текст советской эпохи и квинтэссенция позднего модернизма времен перестройки, по сложности не уступающая джойсовскому «Улиссу». Стилистически «Мальчик» — книга и правда не менее сильная, чем многие классические произведения XX века". 
«В Петербурге Стрижака вместе живут литературные герои и писатели, их создавшие. Мистика и сумасшествие дьявольского Петербурга уточняются Стрижаком сумасшествием героя, воспринимающего город как литературный текст». 
"Сложись условия иначе, «Мальчик» занял бы в русской литературе то же место, какое в мировой занимает «Улисс» Джойса — произведения, которое несколько поколений читателей и исследователей читает, перечитывает, разбирает на составляющие и пытается разгадать его тайну. «Мальчик» — это и есть тот самый «роман с тайной», на поиски которой можно потратить всю жизнь. 

## Сочинения
- Стрижак, Олег Всеволодович. Долгая навигация : кн. в 4-х повестях / О. В. Стрижак ; худож. Р. Яхнин. - Л. : Совет. писатель, Ленингр. Отд-ние, 1981.
- Стрижак, Олег Всеволодович. Долгая навигация : Кн. в 4 повестях / О. В. Стрижак ; послесл. авт. - Л. : Лениздат, 1990. - 272 с. :
- Стрижак, Олег Всеволодович. Мальчик: роман в воспоминаниях, роман о любви, петербург. роман в шести каналах и реках. Санкт-Петербург : Лениздат, 1993. - 446 с. - ISBN 5-289-01483-7 : Б. ц.
- Стрижак, Олег Всеволодович. Секреты Балтийского подплава не утаить в глубинах флотских архивов / Санкт-Петербург : Пушкин. фонд, 1996. - 254 с. - ISBN 5-85767-098-5 : Б.
- Стрижак Олег. «Май 1945-го: кто мешал Маринеско атаковать?», Пушкинский Фонд, СПб, 1999
- Стрижак Олег. «К незнакомке». Парижская поэма. Поэма из романа, Пушкинский Фонд, СПб, 1999
- Стрижак Олег. «Удары жезла в дверь». Поэма. «Борей-Арт», СПб, 2002
- Стрижак Олег. Рассказы о Веллере, Издательство Буковского, 2002 г. https://o-strizak.livejournal.com/59528.html
- Стрижак Олег. «И приснился мне сон, что Октябрьский переворот делали русские генералы», "Борей-Арт", 2007 г.
- Стрижак Олег Всеволодович. Мальчик. роман в воспоминаниях, роман о любви, петербургский роман в шести каналах и реках. ИД «Городец», Книжная полка Вадима Левенталя. М., 2021.
- Стрижак Олег. Вариант. ИД «Городец», Книжная полка Вадима Левенталя. М., 2022. ISBN 978-5-6048318-0-9. https://o-strizak.livejournal.com